# Думанський Мирослав Іванович
Миро́слав Іва́нович Дума́нський (17 червня 1929, Станиславів — 1 квітня 1996, Івано-Франківськ) український футболіст, тренер, футбольний функціонер. Колишній півзахисник івано-франківського «Спартака» та «Шахтаря» (Сталіно). Перший майстер спорту СРСР з футболу в Івано-Франківській області (отримав це звання за завойоване третє місце в складі збірної Української РСР у турнірі Спартакіади народів СРСР 1956 року).

## Біографія
Мирослав Думанський народився 1929 року в Станиславові. Вихованець місцевого футболу. Випускник Львівського державного інституту фізкультури.
У дорослому футболі вперше спробував свої сили 1946 року, коли був зарахований до складу станіславської команди «Медик». За цей колектив молодий спортсмен виступав у обласних та всеукраїнських змаганнях до 1948 року.
Після розформування «Медика» у 1949–1950 роках Мирослав Думанський продовжив кар'єру в місцевому «Спартаку». У сезоні 1949-го став зі спартаківцями чемпіоном і володарем Кубка Станіславської області. Також допоміг команді вдало виступити й у всеукраїнських змаганнях – дійти до півфінальної стадії аматорської першості республіки та здобути перемогу в фіналі відомчого турніру Укрради ДСТ «Спартак».
В 1950 році Мирослава Думанського призвали в армію. Здібного молодого футболіста «рекрутували» до рядів нещодавно створеного станіславського клубу ГБО (Гарнізонного Будинку Офіцерів). Але роком пізніше, коли ця футбольна команда вольовим рішенням окружного військового керівництва достроково припинила свою участь у республіканській першості серед аматорів, Мирослава Думанського  перевели на службу до сусіднього Львова. Там він влився до футбольних лав армійського ОБО.
Після демобілізації з 1953 по 1956 роки Мирослав Думанський грав за один з найсильніших українських клубів того часу «Шахтар» (Сталіно). У його складі футболіст два сезони провів в елітному дивізіоні радянського футболу.
У 1957 році повернувся до рідного Станіслава. Там долучився до своєї колишньої команди «Спартак», яка незадовго до цього змогла отримати майстрівський статус і право позмагатися в класі «Б» чемпіонату республіки. У спартаківській футболці Мирослав Думанський виступав до 1962-го.
Закінчував кар'єру футболіста граючим тренером аматорського долинського «Нафтовика» в 1963–1964 роках.
У цю пору подружжя Думанських — Мирослава Івановича та Ольги Володимирівни — вже ростило двох синів Ярослава та Геннадія. Футбольну естафету від свого батька підхопив молодший син — Ярослав. В 1978 і 1979 роках той здобув відповідно «бронзу» і «золото» юніорських чемпіонатів Європи, а в 1979 у Японії став срібним призером юніорського чемпіонату світу. У 1980 році Ярославу Думанському після завоювання європейського «золота» було присвоєно звання майстра спорту СРСР міжнародного класу.

## Гравець
Один із улюбленців івано-франківських та донецьких шанувальників футболу 1950-х–1960-х років. Працьовитий та з багатьма неординарними, технічними навичками футболіст. Міг відіграти і крайнім нападником, і так само закрити «бровку» у півзахисті. Був наділений гарними швидкісними якостями, чим полюбляв тероризувати захисників команд суперниць.
Виконавську майстерність Мирослава Думанського на футбольному полі високо відзначали і на всесоюзному рівні. У 1955 році за підсумками сезону, що минув, тодішнього гравця «Шахтар» (Сталіно) включили у символічний список 33 найкращих футболістів СРСР (третім номером на своїй позиції).
На початку 1957 року через сімейні обставини Мирослав повернувся до рідного міста і разом з братом Євгеном став мотором станіславського «Спартака» — колектив виходить у чвертьфінал розіграшу Кубка СРСР і перемагає у груповому турнірі класу «Б». Того сезону команда ледь не увірвалася до класу найсильніших — посіла 2-е місце у перехідному турнірі за право виступати у вищій лізі союзного чемпіонату. Брати Думанські вміло вели гру, стали своєрідним мозковим центром червоно-білих. А Мирослава на полі вирізняли не лише вмілі диспетчерські дії. Він — кумир місцевих уболівальників — був лідером і за грою і за духом. Кольори «Спартака» Думанський захищав ще упродовж п'яти сезонів. Багаторічний капітан команди став для партнерів уособленням надійності на полі та поза ним, зразком професійного ставлення до справи, був вимогливим до себе й до інших.

## Досягнення
Спартакіада народів СРСР:
- Бронзовий призер  у складі збірної Української РСР: 1956.

 Чемпіонат СРСР з футболу:
- Чемпіон першої ліги (клас «Б») чемпіонату СРСР у складі «Шахтар» (Сталіно) : 1954.
- Срібний призер першої ліги (клас «Б») чемпіонату СРСР «Спартак» (Станіслав) : 1957.
- Бронзовий призер першої ліги (клас «Б») чемпіонату СРСР «Шахтар» (Сталіно) : 1953.

## Тренерська кар'єра
- 1963–1964 : «Нафтовик» Долина
- 1965–1969 : «Спартак» Івано-Франківськ
- 1971–1973 : «Електрон» Івано-Франківськ
- 1973–1975 : «Спартак» Івано-Франківськ (асистент тренера)
- 1976–1992 : директор спеціалізованої футбольної школи олімпійського резерву івано-франківського «Спартака» (з невеликими перервами).

В 1963-му році, повісивши бутси на цвях, Думанський стає тренером. На цій царині його талант розкрився цілковито. Багатий ігровий досвід Мирослава Івановича, його уміння завжди прийти на допомогу, людяність, діловитість та принциповість стали запорукою нових успіхів керованих ним команд. Розпочав він тренерську діяльність на обласному рівні. Став граючим тренером долинського «Нафтовика», з яким у 1964 році переміг у чемпіонаті Івано-Франківської області (вперше в історії команди).
Природно, що плідна праця Мирослава Думанського в Долині не залишається непоміченою обласними керівниками. В 1965-му він очолює івано-франківський «Спартак», який на той час перебував у стані глибокої кризи, і за кілька років виводить його у лідери. Саме він сформував кістяк того колективу, що у 1969 і 1972 роках виборов звання чемпіона України серед команд класу «Б» і 2-ї ліги відповідно. Це під його орудою заявила про себе плеяда талановитої місцевої молоді, серед якої були Богдан Горичок, Тарас Белей, Ярослав Павліський, Степан Рибак та інші. Думанський-тренер залучив до команди також коломиянина Петра Хащевського, львів'янина Ореста Лазуркевича,  а також Віктора Куркотова, Бориса Пазухіна, Валерія Голубцова. З іменами цих футболістів пов'язані успіхи команди зразка кінця 60-х—початку 70-х, того «Спартака», який сьогодні називають легендарним. Прізвища Володимира Сака, Тараса Белея, Ігоря Диріва, Тараса Шулятицького добре відомі широкому загалу уболівальників. Насамперед завдячуючи тренерові, ці виконавці дістали перепустку у великий футбол і свого часу з успіхом захищали честь збірних команд, кольори відомих клубів вищої ліги.
Волею долі Мирослав Думанський на нетривалий час ще кілька разів повертався до «Спартака» — у скрутні хвилини його запрошували до тренерського штабу на різні посади.
На початку 1970-х він привів до перемоги в обласній першості Прикарпаття ще один аматорський колектив — цього разу івано-франківський «Електрон».
В 1976 році Думанський очолив футбольну школу «Спартака», якій віддав майже півтора десятка літ плідної праці, де досяг нових великих успіхів. Розвитку дитячо-юнацького футболу він приділив у ту пору найбільше уваги. Організаторські здібності та педагогічний талант керівника, його відданість улюбленій справі дозволили школі бути на провідних ролях серед освітніх футбольних осередків регіону. Її команди неодноразово ставали призерами юнацьких змагань. Серед випускників спортшколи було чимало здібних футболістів, що приглянулися тренерам юнацьких команд та колективам майстрів. Через руки тренерів школи під орудою Мирослава Думанського перейшло чимало висококваліфікованих виконавців, прізвища яких і досі на вустах численної армії уболівальників. За високі спортивні показники футбольній школі «Спартак/Прикарпаття» було врешті присвоєно статус школи олімпійського резерву.

## Футбольний функціонер
Мирослав Думанський проводив велику громадську роботу. Певний час очолював Івано-Франківську обласну федерацію футболу, згодом — її інспекторський комітет. Від 1987 року входив до складу інспекторського комітету Федерації футболу України. У цій якості обслуговував матчі різних рівнів, у тому числі й вищої ліги чемпіонату країни. Свій останній вищоліговий поєдинок він інспектував буквально за якісь півроку до смерті.
Задля популяризації спорту на Прикарпатті Мирослав Думанський разом із іншими колишніми футболістами обласного центру створив ветеранську команду. У її складі він неодноразово, аж до початку 1990-х, з'являвся на футбольному полі під час виставкових матчів проти інших аматорських колективів краю.

## Вшанування пам’яті
Через раптову хворобу Мирослав Думанський пішов з життя 1 квітня 1996 року. Похований у родинному склепі на кладовищі в Княгинині — житловому районі Івано-Франківська.
Від 1990-х років Івано-Франківська обласна федерація футболу проводить традиційний турнір «Кубок Федерації», присвячений пам'яті Мирослава Думанського.
2001 року з ініціативи Ольги та Ярослава Думанських в Івано-Франківську розпочала свою діяльність дитячо-юнацька футбольна школа імені Мирослава Думанського.
У 2007 році авторський колектив в особі Ольги та Ярослава Думанських, Володимира Горощака і Романа Терешкуна видав книгу «Футбольна династія Думанських». Центральною фігурою цього публіцистичного нарису є Мирослав Думанський.
16 серпня 2014 року в рамках програми «Івано-Франківськ — місто Героїв» на будинку по вулиці Чорновола, 49 відбулося відкриття пам’ятної анотаційної дошки Мирославу Думанському.